# Hochschwab
L'Hochschwab (2.278 m s.l.m.) è la montagna più alta delle Alpi settentrionali di Stiria. Si trova nella Stiria, regione dell'Austria.
Dalla montagna prende nome tutto il massiccio montuoso che lo contorna: il Gruppo dell'Hochschwab.